# Rävtjärnen, Medelpad
Rävtjärnen är en sjö i Ånge kommun i Medelpad och ingår i Ljungans huvudavrinningsområde. Sjön har en area på 0,142 kvadratkilometer och ligger 288,1 meter över havet. Sjön avvattnas av vattendraget Felebodbäcken.

## Delavrinningsområde
Rävtjärnen ingår i det delavrinningsområde (694252-151895) som SMHI kallar för Mynnar i Skärvån. Medelhöjden är 336 meter över havet och ytan är 8,69 kvadratkilometer. Det finns inga avrinningsområden uppströms utan avrinningsområdet är högsta punkten. Felebodbäcken som avvattnar avrinningsområdet har biflödesordning 4, vilket innebär att vattnet flödar genom totalt 4 vattendrag innan det når havet efter 90 kilometer. Avrinningsområdet består mestadels av skog (92 procent). Avrinningsområdet har 0,14 kvadratkilometer vattenytor vilket ger det en sjöprocent på 1,6 procent.